# Mount Anne (Antarktika)
Mount Anne ist ein Berg mit einer Höhe von 3870 m etwa zehn Kilometer nördlich des Mount Elizabeth in der Königin-Alexandra-Kette im Transantarktischen Gebirge. 
Entdeckt und kartiert wurde der Berg durch Teilnehmer der Nimrod-Expedition (1907–1909) unter der Leitung des britischen Polarforschers Ernest Shackleton. Benannt wurde er nach Anne (Ann) Dawson-Lambton (1835–unbekannt), einer Sponsorin der Expedition.